# Club Atlético River Plate Porto Rico
Pour les articles homonymes, voir River Plate.
Maillots
Le Club Atlético River Plate Porto Rico, connu également comme CA River Plate, RPPR ou simplement River Plate, est un club de football portoricain, fondé en 2007, qui jouent dans la Puerto Rico Soccer League. L'équipe joue dans le Stadium Francisco Montaner à Ponce, Porto Rico.

## Histoire
Le club a été créé avec l'aide du célèbre CA River Plate d'Argentine. Joe Serralta, président de la fédération, a signé un contrat lui accordant la licence, et de fait, il a été fondé le 1er janvier 2007.
L'équipe a commencé ses opérations dans la Premier Liga de Futbol de Puerto Rico et y jouer pendant une saison. Certains rapports ont indiqué que, en 2009, ils suivront Puerto Rico Islanders et de rejoindre la Première division de la USL. Cependant, River Plate est devenu l'un des membres fondateurs de la Puerto Rico Soccer League de Porto Rico, la première ligue nationale sur l'île, en 2008.
River ont fait appel à un contingent de joueurs au cours des dernières années, y compris les joueurs de l'Argentine, la Colombie et le Salvador.

## Palmarès
- Puerto Rico Soccer League (1)
  - Vainqueur en 2010
  - Finaliste en 2008